# Édouard Marcelle
Édouard Charles Georges Marcelle (* 1. Oktober 1909 in Reims; † 9. November 2001 ebenda) war ein französischer Ruderer.

## Biografie
Édouard Marcelle startete mit seinem älteren Bruder Armand Marcelle und dem sechzehnjährigen Steuermann Henri Préaux bei den Olympischen Sommerspielen 1928 in Amsterdam im Zweier mit Steuermann. Das Trio gewann die Silbermedaille.